# Nootes
Nootes es una aplicación web diseñada con el objetivo de crear un sistema sencillo para indexar documentos, y de esta manera poder ser compartidos con todos los usuarios que accedan a ella.
Esta aplicación permite el registro libre de cualquier persona. Una vez completado el registro, el usuario puede subir documentos, que son indexados en la aplicación.

## Flexibilidad
Nootes puede ser adaptado a las necesidades específicas de cualquier tipo de empresa, y hacerlo único en su propósito. La idea detrás de Nootes puede ser aplicada a cualquier empresa que desee mantener y almacenar, de una forma privada y segura toda su documentación, disponible en todo momento para acceder a ella, dentro de los límites de su Intranet.

## Versión Enterprise
Existe una versión orientada a empresas, completamente configurable.

## Tecnología
La lógica de Nootes está escrita íntegramente en Java (Sun), emplea el algoritmo Lucene para la indexación y una base de datos Mysql.

## Subir documentos
Todos los usuarios registrados pueden subir documentos a Nootes. Los formatos actualmente compatibles son: pdf, word, rtf, html, power point, txt, openOffice (odt, ods, odp). Una vez subido el documento, podrá ser accedido por todos los usuarios de la página.

## Búsqueda
Nootes trabaja con un motor de indexación avanzado, el cual crea un índice con el contenido de todos los documentos que se encuentran almacenados en su base de datos.
Se puede buscar introduciendo palabras claves, lo cual mostrará todos los documentos en los que se encuentren las palabras que hayan sido introducidas, mostrando los resultados en función del número de coincidencias.
Los resultados de la búsqueda pueden ser descargados en el acto. Todos los usuarios registrados cuentan además con las opciones de añadir comentarios o añadir a Tu cuenta de documentos.
Nootes permite hacer búsquedas a usuarios no registrados, aunque se recomienda el registro para sacar partido a todas las utilidades que se ofrecen.

## Mis documentos
Cada usuario que desee registrarse, puede acceder a su cuenta personal. En ella podrá organizar los documentos que haya agregado, tras realizar una búsqueda.
La organización de dichos documentos puede realizarse por medio de carpetas, en las cuales el usuario puede almacenar sus documentos que haya seleccionado.

## Internacionalización (i18n)
Nootes está disponible en seis idiomas: Español, Inglés, Francés, Alemán, Italiano y Portugués.

## Personalizable
Permite cambiar el aspecto de la presentación entre distintos colores disponibles en el pie de la página.
- Datos: Q6044675